# USダクス
ユニオン・スポルティヴ・ダコワーズ（仏: Union Sportive Dacquoise）は、フランスのダクスに本拠地を置くラグビーユニオンクラブである。スタジアムはスタッド・モーリス＝ボヨー。プロD2 (2部)に所属。通称はUSダクス（US Dax）。

## 歴史
1904年創設。
2008-09シーズンをトップ14でプレーしたのを最後に、トップディビジョンから遠ざかっている。

## タイトル

### 国内タイトル
- フランス選手権（現・トップ14）
  - 準優勝 5回（1956, 1961, 1963, 1966, 1973）

## スコッド
- ルーカス・ギヨーム(スペイン代表)
- ブライス・ファラー(スペイン代表)
- ジャレ・バトゥンブア(フィジー代表)
- ディオゴ・フェレイラ(ポルトガル代表)

## 歴代所属選手
- マリオ・サガリオ(ウルグアイ代表)
- セニオ・トレアフォア(サモア代表)
- ジョー・トゥイネアウ(トンガ代表)
- ラファエル・イバネス(フランス代表)
- PJ・ヴァンリー(ナミビア代表)
- ロドリゴ・マルタ(ポルトガル代表)
- ピエール・ミニョニ(フランス代表)
- ケーン・トンプソン(サモア代表)
- ネミア・ソンゲタ(フィジー代表)
- フアン・パブロ・ソシーノ(アルゼンチン代表)
- ラシャ・ロミゼ(ジョージア代表)
- フェリペ・ベルチェシ(ウルグアイ代表)
- ジョシュア・フルノ(イタリア代表)